# Hornbæk Sports Forening
Hornbæk Sportsforening – HSF – blev stiftet den 15. juli 1945. Foreningen har således rundet sin 50 års fødselsdag. HSF er hjemmehørende i Randers Kommune, nærmere betegnet i den vestlige bydel, som hedder Over Hornbæk og Nedre Hornbæk. 
Klubben har medio 2006 ca. 800 medlemmer, der er fordeler sig med ca. 400 i fodboldafdelingen og 400 medlemmer i håndboldafdelingen. Fodboldafdelingen holder til på Hornbæk Stadion, hvor førsteholdet i sæson 2006 tørner ud i serie 1. Håndboldafdelingen holder til i Hornbækhallen. Her spiller damernes førstehold i 3. division mens de bedste blandt herrerne spiller i Jyllandsserien.